# جمال سيمونز
جمال سيمونز (بالإنجليزية: Jamal Simmons)‏ هو صحفي أمريكي، ولد في 20 يوليو 1971 في ديترويت في الولايات المتحدة.